# トレイシー・ウルマン
トレイシー・ウルマン（Tracey Ullman, 1959年12月30日 - ）は、イギリス出身の女優、コメディエンヌ、歌手。2003年12月にアメリカ合衆国の市民権を取得した。

## プロフィール
父方はカトリックを信仰するポーランド人の家系、母方はロマ（ジプシー）の血を引くイギリス人の家系。12歳で奨学金を得てダンスの学校に通い始め、16歳の時にベルリンでミュージカル『ジジ』の舞台でデビューした。その後ロンドンで様々なミュージカルに出演し、またBBCのテレビシリーズに出演。舞台・テレビで数々の賞を受賞している。
1980年代にはアメリカに渡り、1987年よりトークショー『トレイシー・ウルマン・ショー』（The Tracey Ullman Show）の司会を務めて人気を確たるものとした。またドラマ『アリー my Love』ではアリーのセラピストとして出演し、エミー賞を受賞した。
ちなみにアニメ『ザ・シンプソンズ』は、彼女の『トレイシー・ウルマン・ショー』の一部のコーナーから生まれた。
1980年代には歌手としても活動し、シングル「夢見るトレイシー」（カースティ・マッコール『They Don't Know』のカヴァー曲）は全米8位になった。このPVにポール・マッカートニーが出演したことも話題になった。日本ではBaBeがデビューシングル「Give Me Up」のB面としてカバーしている。
2000年代後半以降ではテレビ番組『トレイシー・ウルマン/ステート・オブ・ザ・ユニオン』（Tracey Ullman's State of the Union）でヘレン・ミレンやローラ・ブッシュ、マーガレット王女らに扮してのコントを披露するなど、時に過激なコメディエンヌとして健在ぶりをアピールしている。
2020年にアメリカのFX on Huluで配信されたドラマ『ミセス・アメリカ～時代に挑んだ女たち～』ではベティ・フリーダンを演じた。
女優のメリル・ストリープとは、1985年の映画『プレンティ』で共演して以来の親友である。

## 主な出演作品

### テレビ番組
- トレイシー・ウルマン・ショー Tracey Takes On... (1988 - 1990)
- トレイシー・ウルマン・テイクス・オン・ニューヨーク Tracey Ullman Takes On New York (1993)
- トレイシー・テイクス・オン… Tracey Takes On... (1996 - 1999)
- トレイシー・ウルマン/ステート・オブ・ザ・ユニオン Tracey Ullman's State of the Union (2008 - 2010)
- ミセス・アメリカ 時代に挑んだ女たち Mrs. America (2020)[5]
- さらば！2020年 Death to 2020 (2020)
- ラリーのミッドライフ★クライシス Curb Your Enthusiasm (2021)
- さらば！2021年 Death to 2021 (2021)[6]

### 映画
- プレンティ Plenty (1985)
- 殺したいほどアイ・ラブ・ユー I Love You to Death (1990)
- ザ・シンプソンズ The Simpsons (1991) - 声の出演
- ロビン・フッド/キング・オブ・タイツ Robin Hood: Men in Tights (1993)
- ブロードウェイと銃弾 Bullets Over Broadway (1994)
- プレタポルテ Pret-a-Porter (1994)
- おいしい生活 Small Time Crooks (2000)
- デブラ・ウィンガーを探して Searching for Debra Winger (2002)
- ア・ダーティ・シェイム A Dirty Shame (2004)
- ティム・バートンのコープスブライド Corpse Bride (2005) - 声の出演
- イントゥ・ザ・ウッズ Into The Woods (2014)
- ザ・プロム The Prom (2020)
- 2分の1の魔法 Onward (2020)  - 声の出演

## 歌手としてのディスコグラフィ

### シングル
1. Breakaway（涙のブレイク・アウェイ）/Dancing in the Dark（アルバム未収録）
2. They Don't Know（夢みるトレイシー）/The B Side（アルバム未収録）
3. Move Over Darling（そっと抱きしめて）/You Broke My Heart in 17 Places（街角ハートブレイク）
4. My Guy/Thinking of Running Away（両面とも当時アルバム未収録）
5. Sunglasses（思い出のサングラス）/Candy（当時アルバム未収録）
6. Helpless（アルバム収録曲）/Falling In and Out of Love（愛の行方）（アルバム未収録）
7. Terry（アルバム収録曲）/I Don't Want Our Loving to Die（愛は果てしなく）（アルバム未収録・当時日本盤のCD限定ボーナストラックのみに収録）
8. Shattered（誓いのブロークン・ハート）/Alone

- 日本のみのシングルカットとして『You Caught Me Out（涙のステップ・ダンス）/Falling In and Out of Love』がある。

### アルバム
- You Broke My Heart in 17 Places（夢みるトレイシー）

1. Breakaway
2. Long Live Love（愛はいつまでも）
3. Shattered
4. Oh What a Night（今夜は最高!）
5. Life is a Rock (but the Radio Rolled Me)（ラジオでロックンロール）
6. Move Over Darling
7. Bobby's Girl（ボビーに首ったけ）
8. They Don't Know
9. (I'm Always Touched By Your) Presence Dear（浮気な彼氏）
10. You Broke My Heart in 17 Places
11. I Close My Eyes and Count to Ten（瞳を閉じてワン・ツー・スリー）

- You Caught Me Out（ハ～イ! トレイシー）

1. You Caught Me Out
2. Little By Little
3. Baby I Lied（あなたを見つめて）
4. Terry
5. Bad Motorcycle（ロックン・ロール・モーターサイクル）
6. Loving You is Easy
7. Sunglasses
8. If I Had You（あなたのそばに）
9. Helpless
10. Where the Boys Are（ボーイ・ハント）
11. Give Him a Great Big Kiss（キッスはやさしく）
12. I Know What Boys Like（男の子のように）

- Forever : The Best of Tracey Ullman（フォーエバー! トレイシー）（収録全曲が既発曲のため曲目は割愛）